# 근호

근호(根號; 문화어: 뿌리기호; 영어: radical symbol, radical sign)는 제곱근(루트)의 기호이다.

## 루트의 기호
{\displaystyle {\sqrt {\quad }}}

## 역사
황금 시대 아랍 수학자들은 제곱근을 뜻하는 ‘자드르(جذر)’의 첫글자 짐(ﺟ)을 제곱근을 위한 기호로 썼는데, 이렇게 쓰인 가장 오래된 문헌으로는 이븐 알야사민(?~1204)의 저작이 있다. 한편 유럽에서는 레기오몬타누스(1436~1476)가 대문자 R을 제곱근 기호로 쓰기 시작했다.
현대적인 근호 √의 기원에는 아랍 문자 ﺟ에서 비롯된 것이라는 설과 소문자 r에서 비롯된 것이라는 설 등 여러 설이 있다. 현대적인 근호 √가 가장 먼저 쓰인 책은 크리스토프 루돌프의 독일어 대수학 교과서인 《Behend vnnd Hübsch Rechnung durch die kunstreichen regeln Algebre, so gemeincklich die Coss genennt werden》(1525)인데, 그 당시에는 괄선(vinculum)이 없이 쓰였다. 이후 1637년 데카르트가 괄선이 합쳐진 지금의 기호 {\displaystyle {\sqrt {\quad }}}를 쓰기 시작했다.

## 루트 기호와 관련된 기호들
r   (소문자 r)
{\displaystyle {\overline {\quad }}} (괄선)
√  (괄선이 없는 근호)
{\displaystyle {\sqrt {\quad }}} (괄선이 있는 근호)

## 같이 보기
- 제곱근
- 괄선
- 다중근호